# Pornocracy: le nuove multinazionali del sesso
Pornocracy: le nuove multinazionali del sesso è un documentario francese andato in onda il 18 gennaio 2017 sul canale Canal+ e in Italia sul canale Cielo, diretto da Ovidie che racconta sotto forma di docureportage la trasformazione dell'industria pornografica e della sua ascesa nel web.